# ویلاریکا (تولیما)
ویلاریکا (انگلیسی: Villarrica, Tolima) نام یک منطقه مسکونی در کلمبیا است.